# Менлі Вейд Веллмен

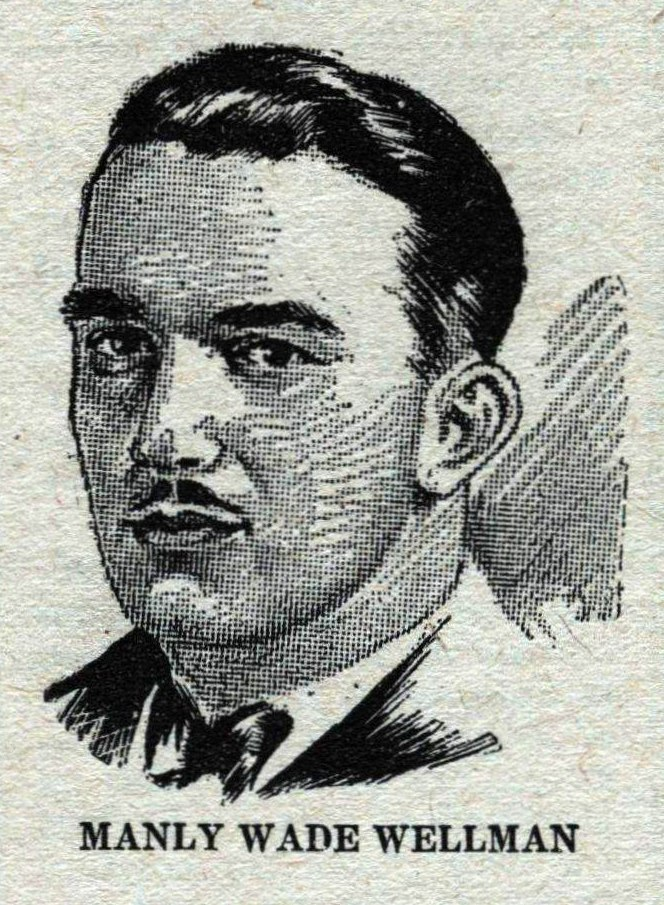
Менлі Вейд Веллмен (1931).

Менлі Вейд (Гемптон) Веллмен (англ. Manly Wade (Hampton) Wellman; народився 21 травня 1903 року в Камундонго, португальська Західна Африка ; помер 5 квітня 1986  в Чапел-Хілл, Північна Кароліна ) — американський письменник, відомий найбільше своїми творами у жанрах наукової фантастики, фентезі та фантастики жахів.

## Життєпис
Веллмен був наймолодшою дитиною в різноманітній родині. Його батько, Фредерік Крейтон Веллмен, був лікарем, талановитим художником і письменником. Його мати була Лідія, уроджена Іселія. Його старший брат Пол I. Веллмен був автором вестерн-романів, а його брат Фредерік Лавджой Веллмен був фізіологом рослин, вченим-аграрієм і провідним спеціалістом з кавових хвороб. Його сестра Еліс Веллмен була автором кількох романів і книги про чаклунство та вуду.
Веллмен народився в португальській Західній Африці на території сучасної Анголи, де його батько працював лікарем. Він приїхав до Сполучених Штатів у 1909 році, коли йому було шість років. Він відвідував приватну середню школу в Юті, де грав у центрі команди з американського футболу, а потім навчався в Канзасі за стипендією футболіста в університеті Вічіта, де отримав ступінь бакалавра мистецтв у 1926 році. Потім він навчався в Колумбійському університеті, де отримав ступінь бакалавра літератури в 1927 році.
Після закінчення навчання він став репортером, писав статті для Вічіта Бікон (англ. «Wichita Beacon») до 1930 року та для Вічіта Іґл (англ. «Wichita Eagle») до 1934 року. Потім він став постійним письменником. З 1936 по 1938 рік у Нью-Йорку він був помічником керівника проекту Writers' Project Адміністрації робочих проектів, який створював робочі місця для безробітних інтелектуалів у рамках Нового курсу.
Перше оповідання Веллмена «Назад до звіра» про вченого, який використовує сироватку, щоб повернути назад еволюцію та повернутись до тварини, з’явилося в пульп-журналі Weird Tales у листопаді 1927 року. Багато його ранніх текстів з’являлися в незрозумілих журналах, а з початку 1930-х років він почав публікувати наукову фантастику в журналах Г’юго Гернсбека. У 1932 році тут також з’явилася перша окрема публікація Веллмена, буклет із оповіданням «Астероїд, що вторгається». Це був час Великої депресії, і життя Веллмена та його дружини було важким. У 1930 році він одружився зі студенткою музики Франсіс Обріст. Коли Веллману вдалося продати «Злочинців Каллісто» у 1935 році за 150 доларів компанії «Аналог», де вона з’явилася як прикриття у квітні 1936 року, економічна ситуація подружжя почала покращуватися. У 1937 році у нього народився син Вейд Веллмен.
На початку 1940 року Веллмен недовго працював у синдикаті коміксів і незабаром сам почав писати сценарії для коміксів, включаючи перші епізоди коміксів про Капітана Марвела, опублікованих Fawcett Publications. Потім Веллмен зіграє певну роль у судовому процесі, в якому DC Comics звинуватила Фосетта в плагіаті персонажа Супермена для Капітана Марвел. Веллмен також написав сценарії для кількох епізодів The Spirit.
Після Другої світової війни, під час якої Веллмен служив у береговій охороні Нью-Джерсі, він перестав писати сценарії для коміксів і писав відносно мало для пульп-журналів, ера яких наближалася до кінця. Велмани переїхали до Пайнблаффа, штат Північна Кароліна, і Велман почав писати книги. Раніше він отримав першу премію, запропоновану журналом Ellery Queen's Mystery Magazine у 1946 році за своє оповідання «Зірка для воїна». Другу премію отримав Вільям Фолкнер, який на той час ще не був визнаний у США.Хоча він міг добре використати гроші премії, він не був радий посісти друге місце після пульп-автора. Потім Фолкнер отримав Нобелівську премію з літератури в 1949 році, а після смерті Фолкнера в 1962 році Веллмену було запропоновано місце постійного письменника в університеті Вірджинії, яке Фолкнер обіймав з 1957 року. Він відмовився.
Відтоді Веллман писав переважно книги: кримінальний роман «Знайди мого вбивцю» вийшов у 1947 році й отримав схвальні відгуки. У 1949 році вийшла книга «Велетень у сірому» — його біографія південного генерала Вейда Гемптона Wade Hampton, на честь якого його назвали. У 1951 році Велмани нарешті переїхали до Чапел-Хілл, де Веллмен прожив до своєї смерті. Але спершу було кілька успішних років: у 1956 році Веллмен отримав премію Едгара Аллана По, найпрестижнішу премію в галузі кримінальної літератури, за фільми «Мертвий і зниклий», історія про відомі кримінальні справи в Північній Кароліні, і «Бунтарська хвала», у якому він зобразив громадянську війну з точки зору кількох її учасників, був номінований на Пулітцерівську премію в 1960 році.
Загалом Веллмен написав близько 500 оповідань і близько 80 книжок, у тому числі деякі науково-популярні, переважно історичні твори про громадянську війну та регіональну історію Північної Кароліни. З 2000 по 2003 рік вийшло п'ять томів із добіркою його оповідань. П’ять його романів доступні в німецькому перекладі, а також є десяток його оповідань, розкиданих по антологіях.
Критики мали й продовжують відчувати труднощі з оцінкою та класифікацією творів Веллмена. Він написав видатні твори в жанрах наукової фантастики, фентезі, жахів і кримінальної прози. Той факт, що він любив долати межі жанрів і змішувати жанри та персонажів із різних світів, не полегшує класифікацію. Наприклад, його роман «Соджар з Титану» — це історія Тарзана в космосі, герой серії «Джон Танстоун » — детектив у царстві окультизму, а у своєму найвідомішому циклі про Джона Балладника Веллман змішує фольклор Аппалачів, південний колорит, фольклор та елементи фентезі та жахів настільки ретельно, що деякі читачі вважали вигаданих ним демонічних шонокінів справжнім фольклором, якщо не справжнім. У серії оповідань «Шерлок Холмс проти Марса», яку він написав разом зі своїм сином Вейдом, Шерлок Холмс стикається з марсіанами з « Війни світів» Герберта Веллса. Серіал вважається попередником стімпанку. Йому приписують незмінне написання з солідною майстерністю та якістю, яка часто є значно вищою за середню, але можна не розпізнати будь-яку буйну оригінальність чи пафос людей, які перетинають кордон.
Є згода, що оповідання про Джона Балладника є найкращими творами Веллмена. Джон — народний співак, у якого гітара зі срібними струнами, він мандрує горами Аппалачів, постійно стикаючись із надприродними істотами. Серіал розпочався в 1951 році з O Ugly Bird! і з 1979 Веллман обробив матеріал у п’яти романах, включаючи збірку «Хто боїться диявола?», опубліковану Arkham House. (1963) вважається авторитетним. У 1972 році це послужило основою для фільму «Легенда про горянина Джона», який, однак, не зустрів схвалення Веллмена.
З 1962 по 1970 рік Веллмен був інструктором творчого письма в коледжі Ілона в Ілоні, штат Північна Кароліна, і викладав на вечірніх курсах в Університеті Північної Кароліни в Чапел-Хілл з 1963 по 1973 рік. Після закінчення викладацької кар'єри він знову зміг присвятити більше часу письменництву. У ці роки він написав романи за мотивами своїх героїв Джона Балладіра та Джона Тунстоуна.
У 1985 році Веллмена прооперували внаслідок падіння, і під час реконвалесценції у нього з'явилися пролежні на п'ятах. Інфекцію рани, що виникла в результаті, більше не можна було контролювати, що призвело до кількох ампутацій, і в 1986 році Веллман помер внаслідок цього у віці років 82. Його дружина Френсіс померла в 2000 році 
У той період було кілька назв клубів, перш ніж остаточно зупинитися на назві «Футуріанці». У 1935 році виникла «Ліга наукової фантастики Східного Нью-Йорка» (ENYSFL), пізніше «Незалежна ліга наукової фантастики» (ILSF). У 1936 році виник Міжнародний космічний науковий клуб (ICSC), до якого також залучився Вілл Сікора. Поль потім каже, що «за міркуваннями «Космос» здавалося, що займає трохи більше території, ніж було виправдано, тому ми змінили його на Міжнародну наукову асоціацію (вона теж не була Міжнародною, але також не була науковою)». Тоді ISA було перейменовано в Нью-Йоркське відділення міжнародної наукової асоціації (NYB-ISA).
У 1937 році, після розбрату з Віллом Сікорою та іншими, «Квадрумвірат» заснував Футуріанців. Тоді Сікора разом із Семом Московіцем і Джеймсом В. Тауразі заснував Лігу наукової фантастики Queens. Пізніше QSFL змінився на New Fandom. Пол сказав, що «Новий Фендом» і «Футуріанці» були «залежні від ворожнечі», що «Ніколи ЦРУ чи КДБ не боролися так відважно за душу новонародженої нації, як «Новий Фендом» і «Футуріанці» боролися за наукову фантастику».

## Нагороди
- 1946: Премія Еллері Квін (англ. Ellery Queen Award) за оповідання «Зірка для воїна».
- 1956: Премія Едгара Аллана По за фільм «Мертвий і пішов» у категорії «Кращий кримінальний факт»
- 1973: Нагорода Американської асоціації краєзнавців [3]
- 1975: Всесвітня премія фентезі за збірку Worse Things Waiting
- 1976: премія «Фенікс» за життєві досягнення
- 1980: Всесвітня премія фентезі за життєві досягнення
- 1983: Перша нагорода Залу слави фендомів
- 1985: Премія Британського фентезі (спеціальний приз)

Починаючи з 2014 року, премія Менлі Вейда Велмана за наукову фантастику та фентезі щорічно вручається автору наукової фантастики чи фентезі з Північної Кароліни, щоб вшанувати пам’ять Велмана.

### Серія
Серії впорядковані відповідно до року видання першої частини.
Джек Стіллвелл (оповідання)
- Коли планети зіткнулися (1931)
- Люди-диски Юпітера (1931)

Суддя Кейт Хіларі Персуйвант (оповідання, як Гуз Т. Філд)
- Волохаті будуть танцювати (1938)
- Чорна драма (1938, також як Romance in Black, 1946)
- Жахливі кролики (1940)
- Напівпривиди (1941)

У: Курт Сінгер (ред.) : Рука мертвих крижана. Pabel (Vampire Paperback #16), 1974.
Хок Могутній (оповідання)
- Битва на світанку (1939)
- Хок відправляється в Атлантиду (1939)
- День завойовників (1940)
- Хок натягує лук (1940)
- Хок і дар небес (1941)
- Хок відвідує країну легенд (1942)
- Кохання Олоани (1986)
- Фрагмент Хока без назви (1989)
- Битва на світанку: Повний Хок Могутній (2010, збірка)

Сержант Єгер (оповідання)
- Жахлива скеля (1939)
- Ковен (1942)

Джон Танстон
Оповідання:
- Третій крик до Легби (1943)
- Золоті гобліни (1944)
- Копита (1944)
- Листи холодного вогню (1944)
- Спадок Джона Танстона (1944)
- Чарівництво з Тулі (1944)
- Рука мерця (1944)
- Торн на порозі (1945)
- Шонокіни (1945)
- Кров з каменя (1945)
- Меч Дай (1945)
- Двічі проклятий (1946)
- Місто Шонокін (1946)
- Леонардо Рондаш (1948)
- Остання могила Лілл Воррен (1951)
- Не буди його (1982)

Збірка:
- Повний Джон Танстон (2012)

Романи:
- 1 Які мрії можуть прийти (1983)
- 2 Школа Темряви (1985)

Джон Балладник / Срібний Джон
Твори короткої форми:
- О бридка пташка! (1951)
- Дезрік на Яндро (1952)
- Ванді, Ванді (1953)
- Один одного (1953)
- Dumb Supper (1954, також як Call Me from the Valley )
- Маленький чорний потяг (1954)
- Тремтіння в соснах (1955)
- Гуляти як гора (1955)
- Очікування Старого Девліна (1956)
- На пагорбах і всюди (1956)
- Дев'ять ярдів іншої тканини (1958)
- Весна (1979)
- Тягар Трілл Костер (1979)
- Сови гукають удень (1980)
- Чи можуть ці кістки жити? (1981)
- Ніхто ніколи туди не йде (1981)
- Де вона блукала? (1987)

Далі по стежці
- Мене звати Джон (1963)
- Нарі Спелл (1963)
- Немає розумніших для подорожі (1963)
- Чому вони так названі (1963)

Wonder as I Wander: Some Footprints on John's Trail Through Magic Mountains
- Блакитна мавпа (1962)
- Знайди місце сам (1962)
- Я не можу цього стверджувати (1962)
- Зірки внизу (1962)
- Тоді я був не один (1962)
- На кого ще я міг розраховувати (1962)
- Ти знаєш казку про Хофа (1962)

Колекції:
- Хто боїться диявола? (1963)
- Джон Балладник (1988)

Романи:
- 1 Пробудження старих богів (1979)
- 2 Після настання темряви (1980)
- 3 Загублені та ховаються (1981)
- 4 Висячі камені (1982)
- 5 Голос гори (1984)
- Залізні розвідники
- 1 Батальйон привидів: історія залізних розвідників (1958)
- 2 Покатайтеся, повстанці! : Пригоди залізних розвідників (1959)
- 3 Аппоматокс-роуд: Останні пригоди залізних розвідників (1960)

Шерлок Холмс проти Марса (оповідання, з Вейдом Веллменом)
- Пригоди марсіанського клієнта (1969)
- Венера, Марс і Бейкер-стріт (1972)
- Шерлок Холмс проти Марса (1975)
- Додаток: Лист від доктора Вотсона (1975)
- Джордж Е. Челленджер проти Марса (1975)
- «Війна світів» Шерлока Холмса (1975, також як «Війна світів», 2009, збірка)
- Пригоди кришталевого яйця (1975)

Лі Коббетт (оповідання)
- Відьма на всі пори (1973)
- Звірі, що гинуть (1975)
- Даква (1977)
- Прогулянка Віллоу (1983)

Південні Аппалачі (оповідання)
- Стілець мерця (1973)
- Місце Гудмена (1974)
- Жахливий священик панує (1975)
- Де плететься Вудбайн (1976)
- Доглядач (1977)
- Сто років минуло (1978)

Кардіо (оповідання)
- Відступник з Атлантиди (1977)
- Мешканець у храмі (1977)
- Гість Дзінганьї (1978)
- Край світу (1979)
- Шукач у фортеці (1979)

### Романи
Якщо вказано два роки видання, то перший рік — це перший друк, а другий — перше видання у вигляді книги.
- Неприємне значення (1938, також як The Dark Destroyers, 1959). Також називається: Вторгнення з крижаного світу.
- Велетні з вічності (1939, 1959)
- Двічі у часі (1940)
- Соджар з Титана (1941, 1949)
- Чужі на висоті (1944, 2004)
- Сонячне вторгнення (Captain Future #20, 1946, 1968)
- Подвійне життя (1947)
- Знайди мого вбивцю (1947)
- Патруль розшуків (1947)
- Таємниця загубленої долини (1948)
- Потойбічні звірі (1950)
- Розкрадачі Бівер-Лейк (1950)
- Притулки Дровін Кріку (1951)
- Дикі пси з потопаючих струмків (1952)
- Останній мамонт (1953)
- Сірі вершники: Джеб Стюарт і його люди (1954)
- Повсталий поштовий кур'єр (1954)
- Прапор на дамбі (1955)
- Танець Форт Сан (1955)
- До невідомих земель (1956)
- Молодий сквайр Морган (1956)
- Вогні над хребтом скелетів (1957)
- Свічка зла (1960)
- Третій струнний центр (1960)
- Острів у небі (1961)
- Битва за Царську гору (1962)
- Зіткнення на Катавбі (1962)
- Не в цих руках (1962)
- Гвинтівки на млині Рамсура: Розповідь про війну за незалежність (1962)
- Поселення на Шокко: Пригоди в колоніальній Кароліні (1963)
- Річкові пірати (1963)
- Рейнджери Саут-Форка (1963)
- Майстер страху (1964)
- Таємниця в «Розриві Ведмежої Лапи» (1965)
- Великі перегони річкових човнів: Розповідь про Натчез і Роберта Е. Лі (1965)
- Битва біля Ведмежої Лапи (1966)
- Привид ведмежої лапи (1966)
- Джеймстаунські пригоди (1967)
- Хоробрий кінь: Історія Януса (1968)
- Пірат Кароліни (1968)
- Прикордонний репортер (1969)
- Горна ворожнеча (1969)
- Західний Наполеон: історія змови Аарона Берра (1970)
- Швидка перерва п'ять (1971)
- Потойбіччя (1977)
- Кахена (1986)

### Збірки
- Гірші речі чекають (1973)
- Самотні чування (1981)
- Долина така низька (1987)
- Двічі у часі (1988)
- Хто боїться диявола? : The Complete Silver John (2010)
- Дует Веллменів… Астероїд диявола та танцюристи Голгофи (2011)
- Вест-Пойнт 3000-го року нашої ери та астероїд-загарбник (2012)

Вибрані оповідання Менлі Вейда Веллмена
- 1 Третій крик до Легби та інші заклики (2000)
- 2 Диявола не глузують та інші застереження (2001)
- 3 Страшна скеля та інші нестабільні місця (2001)
- 4 Гріховні двері та інші зловісні входи (2003)
- 5 Сови гукають удень та інші ознаки (2003)

### Твори короткої форми
- «Назад до звіра» (1927)
- Коли лев рикав (1927)
- «Вірні сліди» (1931)
- «Астероїд-загарбник» (1932)
- «Повстанці Місяця» (1932, Макс Єрговіч)
- На повороті стежки (1934)
- Злочинці на Каллісто (1936)
- Космічна станція № 1 (1936)
- Келпі (1936)
- «Театр нагорі» (1936)
- «Жах невмирущий» (1936, також «Невмирущий солдат»)
- «Правило бджоли» (1937)
- Школа невимовного (1937)
- Танцівниці Голгофи (1937)
- «Вервольф гарчить» (1937, також «Серед присутніх»)
- «Жахливий пергамент» (1937)
- «Мертва собака» (1938)
- «Поблиск» (1938)
- «Люди проти зірок» (1938)
- Робот і леді (1938)
- Астероїд-скарб" (1938)
- «Під дахом» (1938)
- Крила бурі (1938)
- Пітекантропус Реджектус (1938)
- «Сон-пил з Марса» (1938)
- «Печера» (1938, з Гертрудою Гордон)
- Брати долі (1939)
- Зміна (1939)
- «Сили повинні збалансувати!» (1939)
- «Зі страху перед маленькими людьми» (1939)
- «З любові до відьми» (1939)
- «Напівбик» (1939)
- «Інсайт» (1939)
- «Вбивство серед магів» (1939)
- «Неприємність» (1939)
- Ейнштейнів відбійник (1939)
- «Долина все ще» (1939)
- «Військовий клич смерті» (1939, також Ден Фаулер)
- «Чування» (1939, також Гемптон Уеллс)
- Відьмин кіт (1939, разом з Гансом Т. Філдом)
- Господь їх ненавидить (1939, разом з Гансом Т. Філдом)
- "Там, де бояться ангели..." (1939)
- «Ідея Бреттона» (1940)
- «Його ім'я на кулі» (1940)
- «Ракета металевих людей» (1940)
- «Машини життя» (1940)
- Планета змін (1940)
- «Раю не було» (1940)
- Пісня рабів (1940)
- «Світи майбутнього» (1940)
- «Врятувати Ейба Лінкольна» (1940)
- Вест-Пойнт 3000 рік нашої ери (1940)
- «Земля слона» (1940, як Габріель Барклі)
- «Місяць» (1940, як Габріель Барклі)
- Коли було місячне світло (1940)
- Дуель 30-го століття (1941)
- «Синій грім ліворуч» (1941)
- «Чесний індіанець» (1941)
- «Острів у небі» (1941)
- «Все збулося в лісі» (1941)
- «Загублена ракета» (1941)
- «Космічна робота» (1941)
- Стратегічний плацдарм (1941)
- «Астероїд диявола» (1941)
- «Брехуни в очікуванні» (1941)
- «Але наш герой не вмер» (1941)
- «Астероїд Castaways» (1942)
- Планета диявола (1942)
- «Це сталося в космосі» (1942)
- «Ракета-самогубець» (1942)
- Проклятий Дамозел (1942)
- «Діра в небі» (1942)
- Поневолена Венера (1942)
- «Шторм над Каріб-Кей» (1942, також Ден Фаулер)
- Прикордонна планета (1943)
- Легіон темряви (1943)
- «Це просто як марсіанин» (1943)
- «Над дияволом не глузують» (1943)
- «Гармата перед ними» (1944)
- «У смерті зелені очі» (1944)
- «Астероїд гравця» (1944)
- «Небо буде нашим» (1944)
- Воїн двох світів (1944)
- Будинок на узбіччі дороги (1945)
- «Батько-жаба» (1946)
- Двері гріха (1946)
- «Найнижчий» (1946)
- «Зірка для воїна» (1946, також Повернення Девіда)
- «Знайди мого вбивцю» (1947)
- Позачасове завтра (1947)
- «Язик не розкаже» (1947)
- «Ніж між братами» (1947, також Повернення Девіда)
- Дгог (1948)
- … Назад, о часе (1949)
- Заходьте в мій салон (1949)
- Вода Діксі (1950)
- «Додому до матері» (1950)
- «У той самий момент» (1950)
- «Месник за кров» (1950)
- Пайні (1950)
- «Ісмаїл, чужинець» (1951)
- Полювання Лавро на меддлерів (1951)
- Гітара зі срібними струнами (1952, також Сільвер Джон)
- Партеноп (1953)
- «Молодий-з-черепом-на-вусі» (1953, також Леві Кроу)
- Ворота (1954)
- Воїн у темряві (1954, також Леві Кроу)
- «Усі були монстрами» (1955)
- «Скрипаль на Титані» (1957)
- Остання могила Лілл Варран (1957)
- «Мер дзвонить своїй родині» (1957)
- «Наполовину навколо Плутона» (1958)
- «Почуйте докази» (1958, також Hud Mottram)
- «Пістолети для нікого» (1960, також Hud Mottram)
- Гейрі-громовержець (1960, також Леві Кроу)
- Справа про вбивство Річарда Корі (1963)
- Автомобіль Піті (1976)
- Хоразін (1978)
- «Віра вічно» (1978)
- «Тримай мене подалі» (1978)
- «Кого він може зжерти» (1978)
- Шастель (1979)
- «Лапка жаби» (1979)
- Що з ночі (1980)
- Яре (1980)
- Аріметта (1981)
- Давайте переслідувати будинок (1982)Chastel
- Загублені та переховуються: уривок (1982)
- Поряд із заходом (1983)
- Ікла духа (1986)
- Бійня богів (1986)
- «Вбивство в силуеті» (1986, також Уейд Веллс)
- Ламія (1987)
- «Рок, рок» (1987)
- Прекрасний і сирий (1987)
- «Музика вбивства» (1988)
- «Вбивство в силуеті» (1989)
- El castillo del diablo [іспанською] (1990)
- Палець Халугри (1995)

### П'єси
- Багато сердець (1961)

### Нехудожня література
- Велетень у сірому: біографія Вейда Гемптона з Південної Кароліни (англ. «Giant in Gray: A Biography of Wade Hampton III of South Carolina», 1949)
- Мертвий і геть: класичні злочини Північної Кароліни (англ. «Dead and Gone: Classic Crimes of North Carolina», 1954)
- Повстанське вихваляння: спочатку в Бетелі, востаннє в Аппоматтоксі (англ. «Rebel Boast: First at Bethel, Last at Appomattox», 1956)
- Найшвидший на річці: Велика гонка між «Натчез» і «Роберт Е. Лі» (англ. «Fastest on the River: The Great Race Between the Natchez and the Robert E. Lee», 1957)
- Життя та часи сера Арчі (англ. «The Life and Times of Sir Archie», 1958, з Елізабет Еміс Бланшар)
- Графство Воррен, Північна Кароліна, 1586-1917 (англ. «The County of Warren: ...», 1959)
- Повсталий співак (англ. «The Rebel Songster», 1959, з Френсіс Велман)
- Вони зайняли свою позицію: Засновники Конфедерації (англ. «They Took Their Stand: The Founders of the Confederacy», 1959)
- Гарперс Феррі: Нагорода війни (англ. «Harpers Ferry: Prize of War», 1960)
- Графство Ґастон (англ. «The County of Gaston», 1961, з Робертом Ф. Коупом)
- Графство Мур, 1847-1947: друга сотня регіону Північна Кароліна (англ. «The County of Moore: ...», 1962)
- Вінстон-Сейлем в історії: Засновники (англ. «Winston-Salem:The Founders», 1966)
- Королівство Медісон: Південна гора та її люди (англ. «The Kingdom of Madison: A Southern Mountain Fastness And Its People», 1973)
- Історія округу Мур: два століття регіону Північної Кароліни (англ. «The Story of Moore County», 1974)
- Культура міста: живопис, музика, література (англ. «Fastest on the River: The Great Race Between the Natchez and the Robert E. Lee», 1976)
- Вінстон-Сейлем в історії: промисловість і торгівля, 1766-1896 (англ. «Winston-Salem In History, Vol. 7: Industry And Commerce 1766–1896», 1976, у спіавторстві з Ларрі Твайзом)

## література
- Ганс Йоахім Альперс, Вернер Фукс, Рональд М. Хан : Довідник із наукової фантастики Reclam. Reclam, Stuttgart 1982, ISBN 3-15-010312-6, стор. 445 f.
- Ганс Йоахім Альперс, Вернер Фукс, Рональд М. Ган, Вольфганг Єшке : Лексикон науково-фантастичної літератури. Гейне, Мюнхен 1991, ISBN 3-453-02453-2, стор. 1037.
- Гордон Бенсон-молодший, Філ Стівенсен-Пейн: Менлі Вейд Велман, джентльмен із Чапел-Хілл: меморіальна робоча бібліографія. 3. вид. Galactic Central Publications, Лідс, Західний Йоркшир, 1998.
- Джон Клют, Девід Ленгфорд : Велман, Менлі Вейд. У: Джон Клют, Пітер Ніколлс : Енциклопедія наукової фантастики. 3. Редакція (онлайн-версія), версія від 31.08.2018.
- Джеймс Ганн : Веллман, Менлі Уейд. У С.) : Нова енциклопедія наукової фантастики. Вікінг, Нью-Йорк тощо. a. 1988, ISBN 0-670-81041-X, стор.
- Роберт Реджинальд : Наукова фантастика та фентезі. Контрольний список, 1700–1974 із сучасними авторами наукової фантастики II. Гейл, Детройт 1979, ISBN 0-8103-1051-1, стор. 1120 f.
- Роберт Реджинальд: Сучасні автори наукової фантастики. Arno Press, Нью-Йорк 1974, ISBN 0-405-06332-6, стор. 276 f.
- Дональд Х. Так : Енциклопедія наукової фантастики та фентезі до 1968 року. Advent, Чикаго 1974, ISBN 0-911682-20-1, стор. 448 f.
- Даррелл Швейцер: Велман, Менлі Вейд. У: Девід Прінгл : Довідник Сент-Джеймса для письменників фентезі. St. James Press, Нью-Йорк 1996, ISBN 1-55862-205-5, стор. 596-598.
- Карл Едвард Вагнер : Велмен, Менлі Вейд. In: Noelle Watson, Paul E. Schellinger: Twentieth-Century Science Fiction Writers. St. James Press, Чикаго 1991, ISBN 1-55862-111-3, стор. 850-852.

## Веб-посилання
- Бібліографія. Менлі Вейд Веллмен // Німецька національна бібліотека
- Manly Wade Wellman in der Internet Speculative Fiction Database (englisch)
- Manly Wade Wellman in der Science Fiction Awards+ Database (englisch)
- Manly Wade Wellman in der Internet Movie Database (englisch)
- Твори Wellman, Manly Wade у проєкті «Гутенберг»
- Werke von und über Manly Wade Wellman bei Open Library
- Manly Wade Wellman in Fantastic Fiction (englisch)
- Manly Wade Wellman in der Fancyclopedia 3 (englisch)
- Manly Wade Wellman in der Grand Comics Database
- Manly Wade Wellman (1903–1986) (Memento vom 21. Februar 2008 im Internet Archive), Webseite von Jeremiah Rickert mit einer Biographie Wellmans von Karl Edward Wagner